# Méménil
Méménil je francouzská obec v departementu Vosges, v regionu Grand Est.

## Geografie
Sousední obce: Viménil, Fontenay a Girecourt-sur-Durbion. Obcí protékají říčky Rouot a Grande Roye.

## Historie
V roce 1944 byla obec bombardována a bylo zničeno 70 budov.

## Památky
- kostel Nanebevzetí Panny Marie

## Vývoj počtu obyvatel
Počet obyvatel